# Ciclismo nos Jogos Pan-Americanos de 2019 - Cross-country feminino
A competição do cross-country feminino foi um dos eventos do ciclismo nos Jogos Pan-Americanos de 2019, em Lima. Foi disputada no Circuito Morro Solar no dia 28 de julho.

## Calendário
Horário local (UTC-5).
| Data        | Horário | Fase  |
| ----------- | ------- | ----- |
| 28 de julho | 9:00    | Final |

## Medalhistas
| Ouro   | MEX Daniela Campuzano |
| Prata  | ARG Sofia Villafañe   |
| Bronze | BRA Jaqueline Mourão  |

## Resultados
| Colocação         | Ciclista                | Nacionalidade  | Tempo   |
| ----------------- | ----------------------- | -------------- | ------- |
| Medalha de ouro   | Daniela Campuzano       | MEX México     | 1:30:45 |
| Medalha de prata  | Sofia Villafañe         | ARG Argentina  | 1:31:06 |
| Medalha de bronze | Jaqueline Mourão        | BRA Brasil     | 1:31:12 |
| 4                 | Laura Abril             | COL Colômbia   | 1:31:33 |
| 5                 | Agustina Apaza          | ARG Argentina  | 1:33:56 |
| 6                 | Miryam Padilla          | ECU Equador    | 1:34:15 |
| 7                 | Michela Molina          | ECU Equador    | 1:34:45 |
| 8                 | Milagro Mena            | CRC Costa Rica | 1:35:47 |
| 9                 | Adriana María Rojas     | CRC Costa Rica | 1:37:25 |
| 10                | Leidy Mera              | COL Colômbia   | 1:39:46 |
| 11                | Ludisneli Quesada       | CUB Cuba       | 1:40:13 |
| 12                | Ariadna Gutiérrez       | MEX México     | 1:40:24 |
| -                 | María Fernanda González | CHI Chile      | DNF     |
| -                 | Lucero Lino             | PER Peru       | DNF     |

Legenda
| Recorde mundial                  | Recorde mundial (World record)               |                       | Recorde africano                      | Recorde africano (African) |                                           | Q | Classificado por posição (Qualified) |
| Recorde dos Jogos Pan-Americanos | Recorde pan-americano (Pan-American record)  | Recorde da América    | Recorde da América (Americas)         | q                          | Classificado por melhor tempo (Qualified) |   |                                      |
| Melhor marca do ano              | Melhor marca do ano (World leading)          | Recorde asiático      | Recorde asiático (Asian)              | DNS                        | Não largou (Did not start)                |   |                                      |
| Recorde nacional                 | Recorde nacional (National record)           | Recorde europeu       | Recorde europeu (European)            | DNF                        | Não terminou (Did not finish)             |   |                                      |
| Recorde pessoal                  | Recorde pessoal do atleta (Personal best)    | Recorde da Oceania    | Recorde da Oceania (Oceania)          | DSQ / DQ                   | Desclassificado (Disqualified)            |   |                                      |
| Recorde da temporada             | Recorde da temporada do atleta (Season best) | Recorde sul-americano | Recorde sul-americano (South America) | NM                         | Sem marca (No mark)                       |   |                                      |